# Magali Dock
Pour les articles homonymes, voir Dock.
Magali Dock, née le 14 juillet 1979 à Huy est une femme politique belge wallonne, membre du MR.
Elle est licenciée en droit (UCLouvain, juriste spécialisée en droit européen des affaires et en relations internationales, KU Leuven); Erasmus au Tecnologico de Monterrey à Mexico; assistante-chercheuse en Faculté de droit (UNamur) depuis 2006; ancienne attachée parlementaire du Groupe MR au Parlement wallon (2005).
Elle se présente comme tête de liste du Mouvement réformateur aux élections communales de Huy. Elle est élue au conseil communal et en devient la présidente.
Elle devient députée fédérale en mars 2020 et intègre la Commission santé en pleine crise de la Covid-19.
Elle est également nommée rapporteur dans la Commission spéciale "Congo". Une juste place pour celle qui est spécialisée en droit international.

## Fonctions politiques
- Députée wallonne depuis le 17 juin 2014
- Députée au Parlement de la Fédération Wallonie-Bruxelles depuis juin 2014